# NBA All-Defensive Team 2010-2020
Cestisti inseriti nell'NBA All-Defensive Team per il periodo 2010-2020

## Elenco
|           | Membri del Naismith Memorial Basketball Hall of Fame |
| Grassetto | NBA Defensive Player of the Year Award               |

| Stagione  |                                  |                       |                       |                        |
| Stagione  | 1º quintetto                     | 1º quintetto          | 2º quintetto          | 2º quintetto           |
| Stagione  | Giocatore                        | Squadra               | Giocatore             | Squadra                |
| --------- | -------------------------------- | --------------------- | --------------------- | ---------------------- |
| 2010-2011 | Kevin Garnett (11)               | Boston Celtics        | Joakim Noah           | Chicago Bulls          |
| 2010-2011 | LeBron James (3)                 | Miami Heat            | Andre Iguodala        | Philadelphia 76ers     |
| 2010-2011 | Dwight Howard (4)                | Orlando Magic         | Tyson Chandler        | Dallas Mavericks       |
| 2010-2011 | Kobe Bryant (11)                 | Los Angeles Lakers    | Tony Allen            | Memphis Grizzlies      |
| 2010-2011 | Rajon Rondo (3)                  | Boston Celtics        | Chris Paul (3)        | New Orleans Hornets    |
| 2011-2012 | LeBron James (4)                 | Miami Heat            | Kevin Garnett (12)    | Boston Celtics         |
| 2011-2012 | Serge Ibaka                      | Oklahoma City Thunder | Luol Deng             | Chicago Bulls          |
| 2011-2012 | Dwight Howard (5)                | Orlando Magic         | Tyson Chandler (2)    | New York Knicks        |
| 2011-2012 | Chris Paul (4)                   | Los Angeles Clippers  | Rajon Rondo (4)       | Boston Celtics         |
| 2011-2012 | Tony Allen (2)                   | Memphis Grizzlies     | Kobe Bryant (12)      | Los Angeles Lakers     |
| 2012-2013 | LeBron James (5)                 | Miami Heat            | Tim Duncan (14)       | San Antonio Spurs      |
| 2012-2013 | Serge Ibaka (2)                  | Oklahoma City Thunder | Paul George           | Indiana Pacers         |
| 2012-2013 | Tyson Chandler (3) (pari merito) | New York Knicks       | Marc Gasol            | Memphis Grizzlies      |
| 2012-2013 | Joakim Noah (2) (pari merito)    | Chicago Bulls         | Marc Gasol            | Memphis Grizzlies      |
| 2012-2013 | Tony Allen (3)                   | Memphis Grizzlies     | Avery Bradley         | Boston Celtics         |
| 2012-2013 | Chris Paul (5)                   | Los Angeles Clippers  | Mike Conley, Jr.      | Memphis Grizzlies      |
| 2013-2014 | Joakim Noah (3)                  | Chicago Bulls         | LeBron James (6)      | Miami Heat             |
| 2013-2014 | Paul George (2)                  | Indiana Pacers        | Patrick Beverley      | Houston Rockets        |
| 2013-2014 | Chris Paul (6)                   | Los Angeles Clippers  | Jimmy Butler          | Chicago Bulls          |
| 2013-2014 | Serge Ibaka (3)                  | Oklahoma City Thunder | Kawhi Leonard         | San Antonio Spurs      |
| 2013-2014 | Andre Iguodala (2)               | Golden State Warriors | Roy Hibbert           | Indiana Pacers         |
| 2014-2015 | Kawhi Leonard (2)                | San Antonio Spurs     | Anthony Davis         | New Orleans Pelicans   |
| 2014-2015 | Draymond Green                   | Golden State Warriors | Jimmy Butler (2)      | Chicago Bulls          |
| 2014-2015 | Tony Allen (4)                   | Memphis Grizzlies     | Andrew Bogut          | Golden State Warriors  |
| 2014-2015 | DeAndre Jordan                   | Los Angeles Clippers  | John Wall             | Washington Wizards     |
| 2014-2015 | Chris Paul (7)                   | Los Angeles Clippers  | Tim Duncan (15)       | San Antonio Spurs      |
| 2015-2016 | Kawhi Leonard (3)                | San Antonio Spurs     | Paul Millsap          | Atlanta Hawks          |
| 2015-2016 | Draymond Green (2)               | Golden State Warriors | Paul George (3)       | Indiana Pacers         |
| 2015-2016 | DeAndre Jordan (2)               | Los Angeles Clippers  | Hassan Whiteside      | Miami Heat             |
| 2015-2016 | Avery Bradley (2)                | Boston Celtics        | Tony Allen (5)        | Memphis Grizzlies      |
| 2015-2016 | Chris Paul (8)                   | Los Angeles Clippers  | Jimmy Butler (3)      | Chicago Bulls          |
| 2016-2017 | Draymond Green (3)               | Golden State Warriors | Tony Allen (6)        | Memphis Grizzlies      |
| 2016-2017 | Rudy Gobert                      | Utah Jazz             | Danny Green           | San Antonio Spurs      |
| 2016-2017 | Kawhi Leonard (4)                | San Antonio Spurs     | Anthony Davis (2)     | New Orleans Pelicans   |
| 2016-2017 | Chris Paul (9)                   | Los Angeles Clippers  | André Roberson        | Oklahoma City Thunder  |
| 2016-2017 | Patrick Beverley (2)             | Houston Rockets       | Giannīs Antetokounmpo | Milwaukee Bucks        |
| 2017-2018 | Jrue Holiday                     | New Orleans Pelicans  | Dejounte Murray       | San Antonio Spurs      |
| 2017-2018 | Victor Oladipo                   | Indiana Pacers        | Jimmy Butler (4)      | Minnesota Timberwolves |
| 2017-2018 | Rudy Gobert (2)                  | Utah Jazz             | Joel Embiid           | Philadelphia 76ers     |
| 2017-2018 | Anthony Davis (3)                | New Orleans Pelicans  | Al Horford            | Boston Celtics         |
| 2017-2018 | Robert Covington                 | Philadelphia 76ers    | Draymond Green (4)    | Golden State Warriors  |
| 2018-2019 | Rudy Gobert (3)                  | Utah Jazz             | Jrue Holiday (2)      | New Orleans Pelicans   |
| 2018-2019 | Paul George (4)                  | Oklahoma City Thunder | Klay Thompson         | Golden State Warriors  |
| 2018-2019 | Giannīs Antetokounmpo (2)        | Milwaukee Bucks       | Joel Embiid (2)       | Philadelphia 76ers     |
| 2018-2019 | Marcus Smart                     | Boston Celtics        | Draymond Green (5)    | Golden State Warriors  |
| 2018-2019 | Eric Bledsoe                     | Milwaukee Bucks       | Kawhi Leonard (5)     | Toronto Raptors        |
| 2019-2020 | Rudy Gobert (4)                  | Utah Jazz             | Brook Lopez           | Milwaukee Bucks        |
| 2019-2020 | Giannīs Antetokounmpo (3)        | Milwaukee Bucks       | Kawhi Leonard (6)     | Los Angeles Clippers   |
| 2019-2020 | Anthony Davis (4)                | Los Angeles Lakers    | Bam Adebayo           | Miami Heat             |
| 2019-2020 | Marcus Smart (2)                 | Boston Celtics        | Eric Bledsoe (2)      | Milwaukee Bucks        |
| 2019-2020 | Ben Simmons                      | Philadelphia 76ers    | Patrick Beverley (3)  | Los Angeles Clippers   |